# Manfred III de Saluces
Manfred III de Saluces (italien Manfredo III di Saluzzo) est un aristocrate, marquis de Saluces de  1215 à  1244.

### Origines
Manfred de Saluces est le fils de Boniface (mort en 1212), fils de Manfred II de Saluces.

### Règne
Il devient marquis de Saluces en 1215 très jeune à la mort de son grand-père et est placé sous la tutelle de sa grand-mère Azalaïs de Montferrat († 1232), fille de Guillaume V de Montferrat et de Judith de Babenberg. Il doit rendre l'hommage au comte de Savoie le 30 décembre 1216 afin d'obtenir en contrepartie l'annulation d'unions matrimoniales désavantageuses négociées par son grand-père.
Pendant tout son règne Manfred III se montre un allié fidèle de Frédéric II et un membre actif de la faction des gibelins. Le 5 mai 1221, l'empereur lui donne l'investiture pour l'ensemble de ses états et plusieurs autres privilèges, notamment celui de frapper monnaie.
En 1223, le comte Thomas Ier fait la paix avec le marquis,. Ce dernier s'engage à épouser la jeune Béatrice, fille aînée du fils du comte, Amédée. Le mariage est célébré en mars 1233.
Ils secondent l'empereur dans son combat contre la ligue lombarde en 1231. En 1238 il rejoint l'empereur à Pavie et en 1241 il porte secours à Savone cité du parti impérial menacée. Avec le marquis de Montferrat, il soutient également les combats du comte de Savoie contre les Valaisans en 1235.
Lorsqu'il meurt en 1244, son fils est placé sous la tutelle de Boniface II de Montferrat. Sa veuve, Béatrice de Savoie, épouse en 1247 Manfred Lancia (1232-1266), le fils naturel de l'empereur Frédéric II.

## Union et postérité
En 1233, il épouse Béatrice de Savoie fille du comte Amédée IV de Savoie dont : 
- Alasia (morte après 1311) épouse en 1247 Edmund de Lacy[5] (mort en 1257), comte de Lincoln ;
- Thomas[6] ;
- Marguerite, nonne ;
- Agnès, épouse John de Vesci (en) ;